# Filaret Barbu

Filaret Barbu în ultimii ani ai vieții

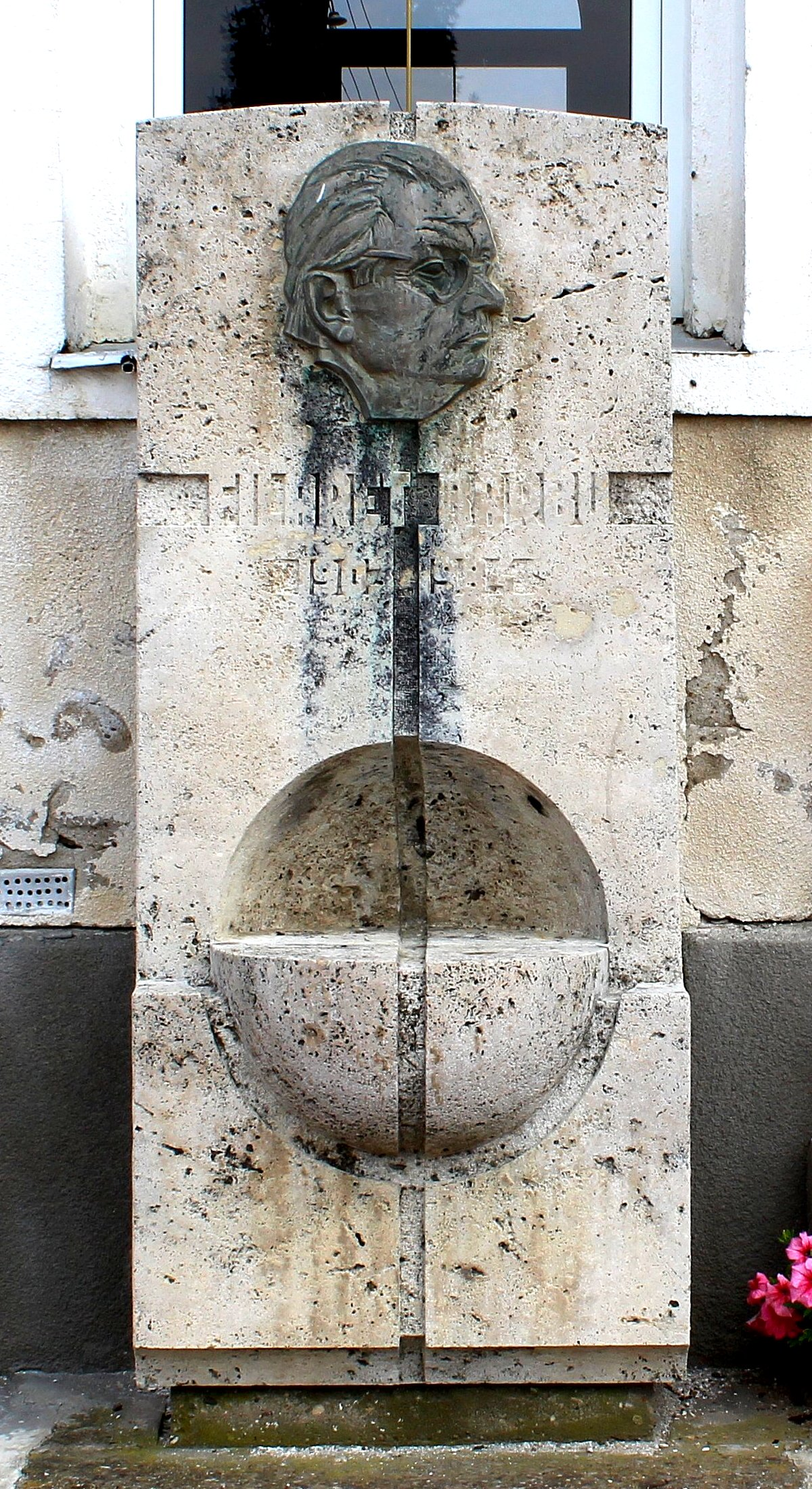
Monumentul lui Filaret Barbu în cimitirul ortodox din Lugoj

Filaret Barbu (n. 16 aprilie 1903, Lugoj, Comitatul Caraș-Severin, Austro-Ungaria – d. 31 mai 1984, Timișoara, România) a fost un compozitor român de operetă.

## Date biografice
Filaret Barbu a fost fiul lui Iosif Hazi Barbu, cârnățar de meserie, și al Emei Barbu, născută Dragoș. A cunoscut de timpuriu sunetele muzicale ale tarafurilor de lăutari, care cântau de dimineață și până târziu în noapte în birtul bunicului său.
A urmat cursurile secundare la Lugoj și Caransebeș. A absolvit Conservatorul din Viena, unde a studiat vioara și contrapunctul cu maeștrii vienezi, între 1922-1926, la Neues Wiener Konservatorium. 
Întors în România, a devenit profesor de muzică la Liceul „Coriolan Brediceanu” din Lugoj și dirijor al corului "Ion Vidu", la a cărui înființare, în 1922, a fost unul dintre inițiatori. .
În, 1931, după decesul profesorului Ion Vidu, i-a urmat acestuia la conducerea corului Reuniunii române de muzică și cântări, care a primit numele lui Ion Vidu. 
Lucrarea sa de debut a fost vodevilul Privighetoarea albă (1924), după care au urmat o serie întreagă de lucrări, între care și Armonii bănățene, Nocturnă, Roză albă, etc. 
A scris și un studiu monografic dedicat lui Traian Grozăvescu și o culegere de coruri intitulată Portativ bănățean.
A fost tatăl balerinului Gelu Barbu.
A decedat în 1984 la Timișoara.

## Distincții
- Ordinul „Meritul Cultural” clasa I (19 iunie 1973) „pentru activitate îndelungată și merite deosebite în domeniul creației muzicale, [...] cu prilejul împlinirii vîrstei de 70 de ani”[3]

## Lucrări muzicale
- Privighetoarea albă (vodevil în 2 acte), 1924
- Lugojana nouă (prelucrări corale), 1928
- Armonii bănățene (operetă în 3 acte) 1935
- Florentina (opereta in 2 părți), 1940
- Omul (oratoriu), 1942
- Balada lui Bălcescu (operă), 1948
- Ana Lugojana (operetă în 3 acte), 1950
- Plutașul de pe Bistrița (operetă în 3 acte), 1955
- Sună buciumul (cantată), 1958
- Ăl mai mare om din lume (balet într-un act), 1959
- O nuntă în Tara Oașului (muzică de film), 1960
- Târgul de fete (operetă în trei acte), 1964